# Stelling (stellingmolen)

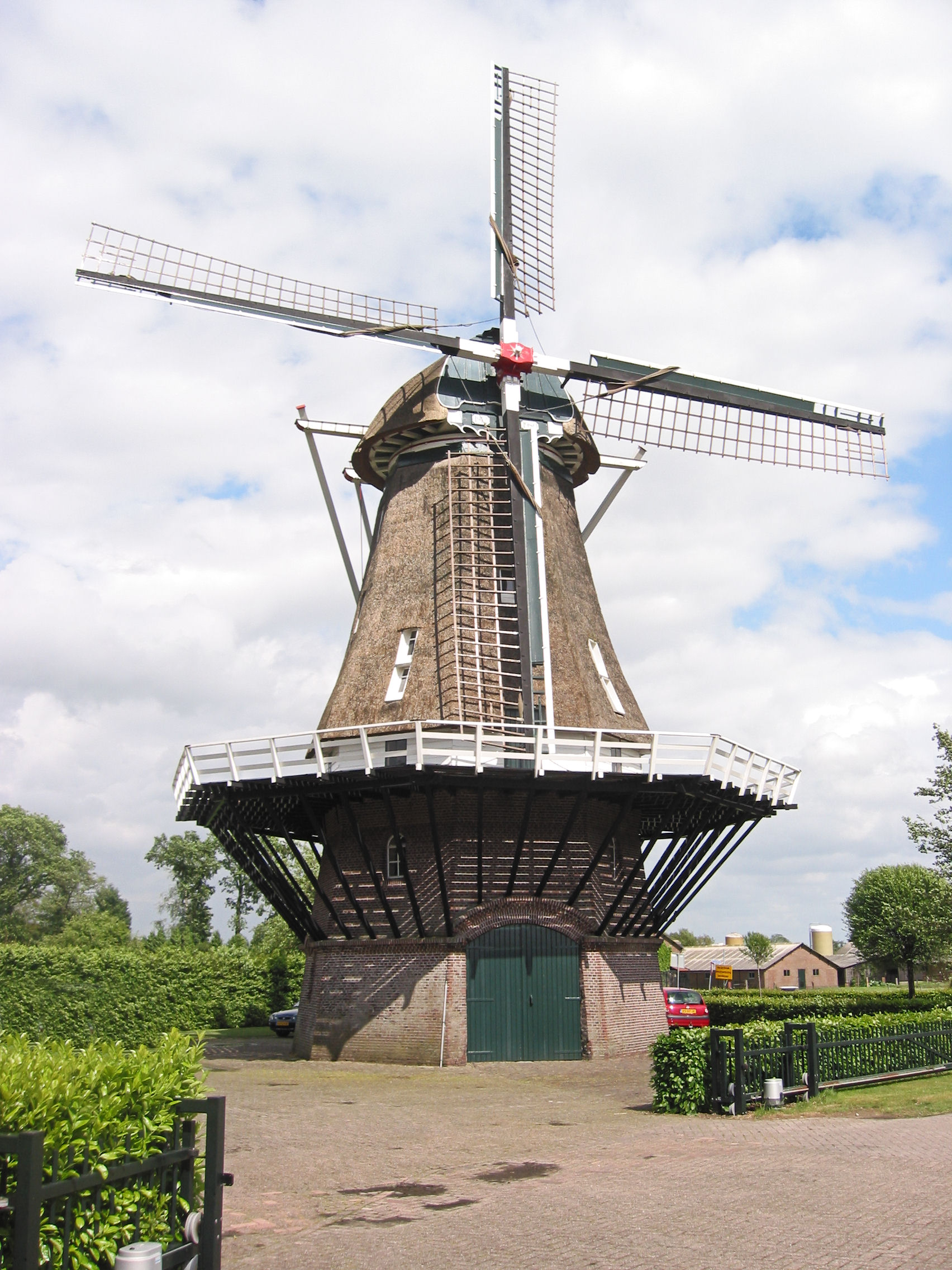
Stelling met schoren tegen de molenwand Walderveense stellingmolen

Een stelling, balie, galerij of gaanderij is een constructie rondom een hoge molen om de molen te kunnen bedienen. Een stellingmolen is zo hoog dat de wieken niet, zoals bij een grondzeiler, vanaf de grond kunnen worden gekruid. Daarom is er een stelling nodig. Deze molens moesten bijvoorbeeld in stedelijke gebieden of op plaatsen met bomen zo hoog zijn om nog voldoende wind te kunnen vangen.
De stelling rust met schoren en liggers tegen de molen of met staanders op de grond. Molens in de Zaanstreek hebben vaak staanders op de grond. De schoren staan bij een molen met een stenen romp in de regel op steunen (de vinken) die in de molenromp zitten, of ze steken rechtstreeks in het metselwerk van de romp en zijn vastgezet met een muuranker. Bij de molen De Traanroeier, die een stenen onderkant heeft, is een ondersluiting aanwezig. Bij een houten romp staan de schoren altijd op de ondersluiting, een ring van balken rondom de molen. Leklatjes aan het eind van de schoor zorgen ervoor dat het regenwater daar van de schoor valt en zo niet doorloopt naar de molenromp. De liggers liggen bij houten molens op de binnen- en buitensluiting (ringen van balken). Bij molens met een stenen romp is er alleen een buitensluiting. Als er geen buitensluiting is, dan zijn er veel liggers en schoren. Soms zitten er twee hulpschoren aan een schoor. Deze schoren worden kraaienpoten genoemd. Ze komen vooral voor bij molens in het noorden van Nederland. Op de liggers liggen enkele centimeters van elkaar de stellingdelen (stellingplanken), die het loopvlak vormen. De stellingdelen verstevigen tevens de constructie, waardoor ze bij het kruien en bij het malen de stelling de nodige sterkte geven. Daartoe moeten ze op de kopse naden precies op elkaar aansluiten. Een probleem hierbij is dat de koppen van de delen kunnen gaan inrotten. Daarom worden ze tegenwoordig ook wel iets van elkaar gelegd en aan de ligger geschroefd, niet gespijkerd. Meestal zijn de stellingdelen van eikenhout, maar tegenwoordig komen ook hardhout, bijvoorbeeld bilinga, en onder druk geïmpregneerd grenen voor. De stelling wordt omgeven door een hekwerk.

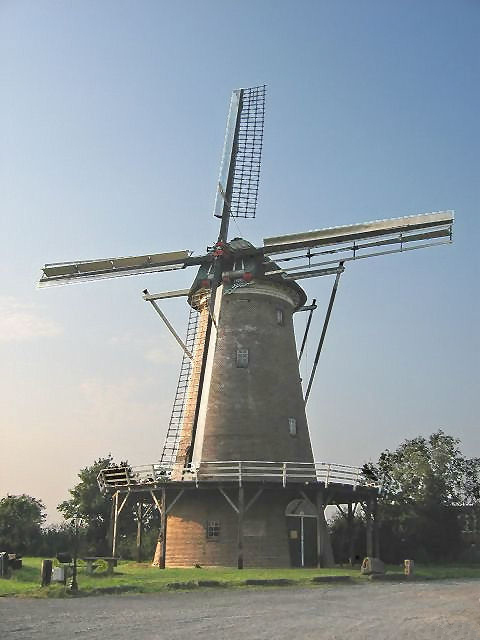
Stelling met staanders op de grond en met kraaienpoten

De stelling is meestal achtkantig, maar is soms twaalf-, veertien- of zestienkantig. Het deel van een stelling tussen twee knikken (hoeken) wordt vak genoemd. Zo heeft De Engel in Varsseveld een veertienkantige stelling met veertien vakken.
Voor het kruien wordt de kruiketting tussen de planken vastgehaakt aan een ligger. Ook komt een rondgaande ketting, die aan de stelling vastzit, voor. Hier wordt dan met een kruilier gekruid. De staart van de molen wordt vastgezet met de kruiketting en de bezetketting, die ook om een ligger gehaakt wordt.

## Roevak
Soms zijn de stellingvakken van een molen niet allemaal even groot, maar is een van de vakken smaller, het zogenaamde roevak. Bij het steken van nieuwe borstroeden werd dit vak opengemaakt en werden de roeden hier omhoog gehesen.

## Twee stellingen
De Groenendaalse Molen bij Heemstede heeft zelfs twee stellingen. Via een trap op de eerste stelling kan men op de tweede stelling komen voor kruien en het opzeilen.

## Fotogalerij

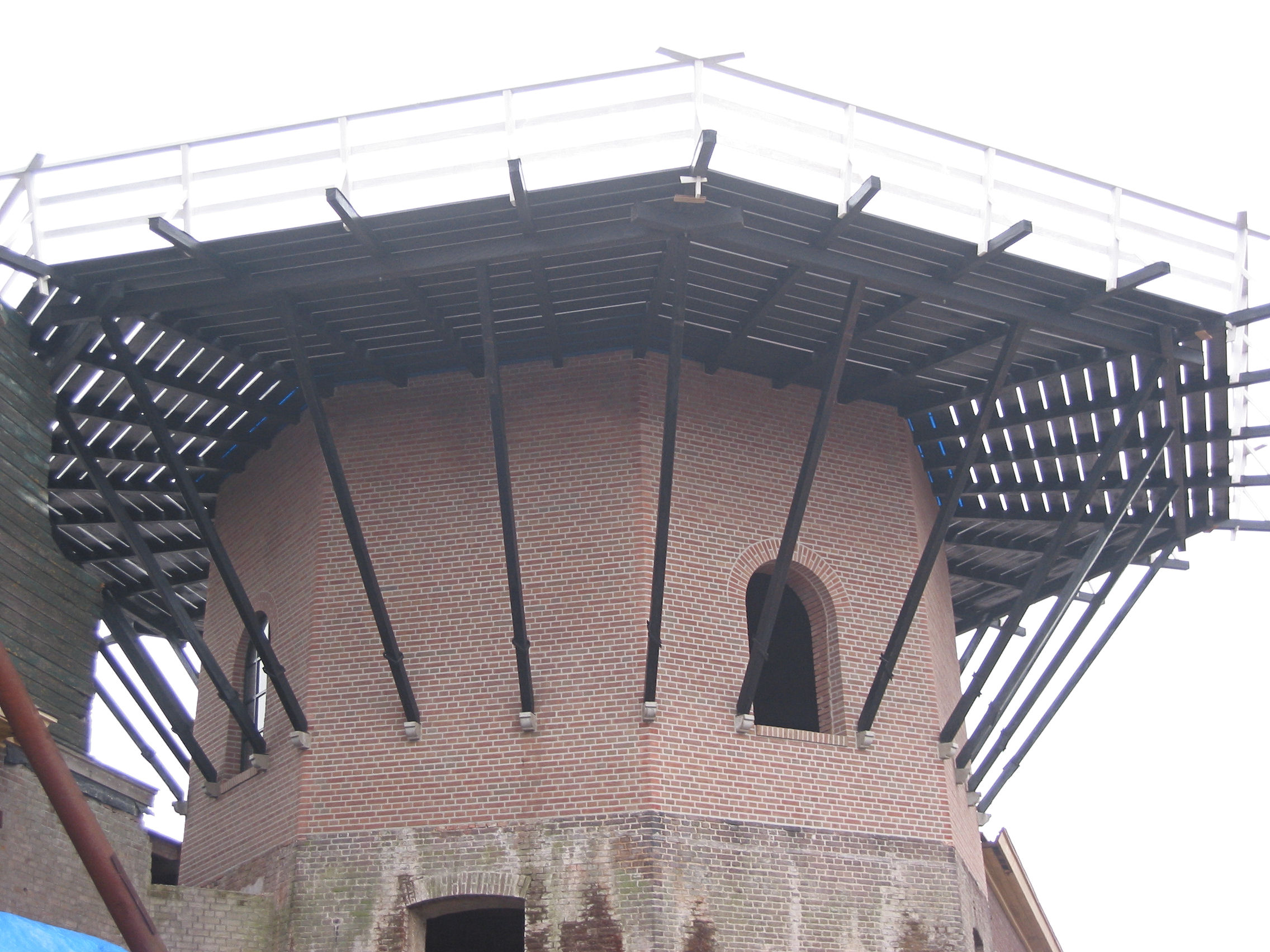
Onderkant stelling van de Concordia molen met buitensluiting
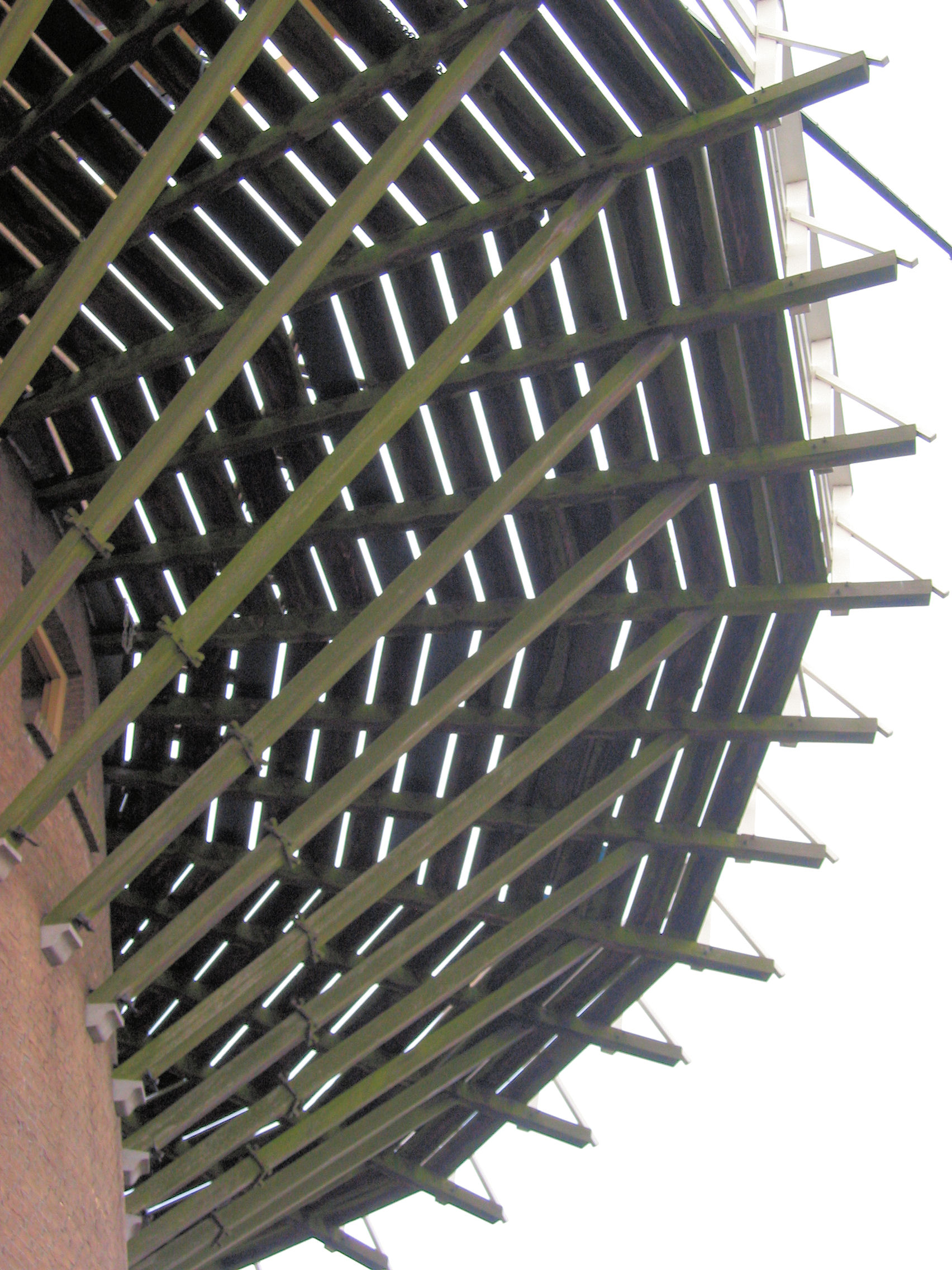
Onderkant stelling van De Distilleerketel zonder buitensluiting
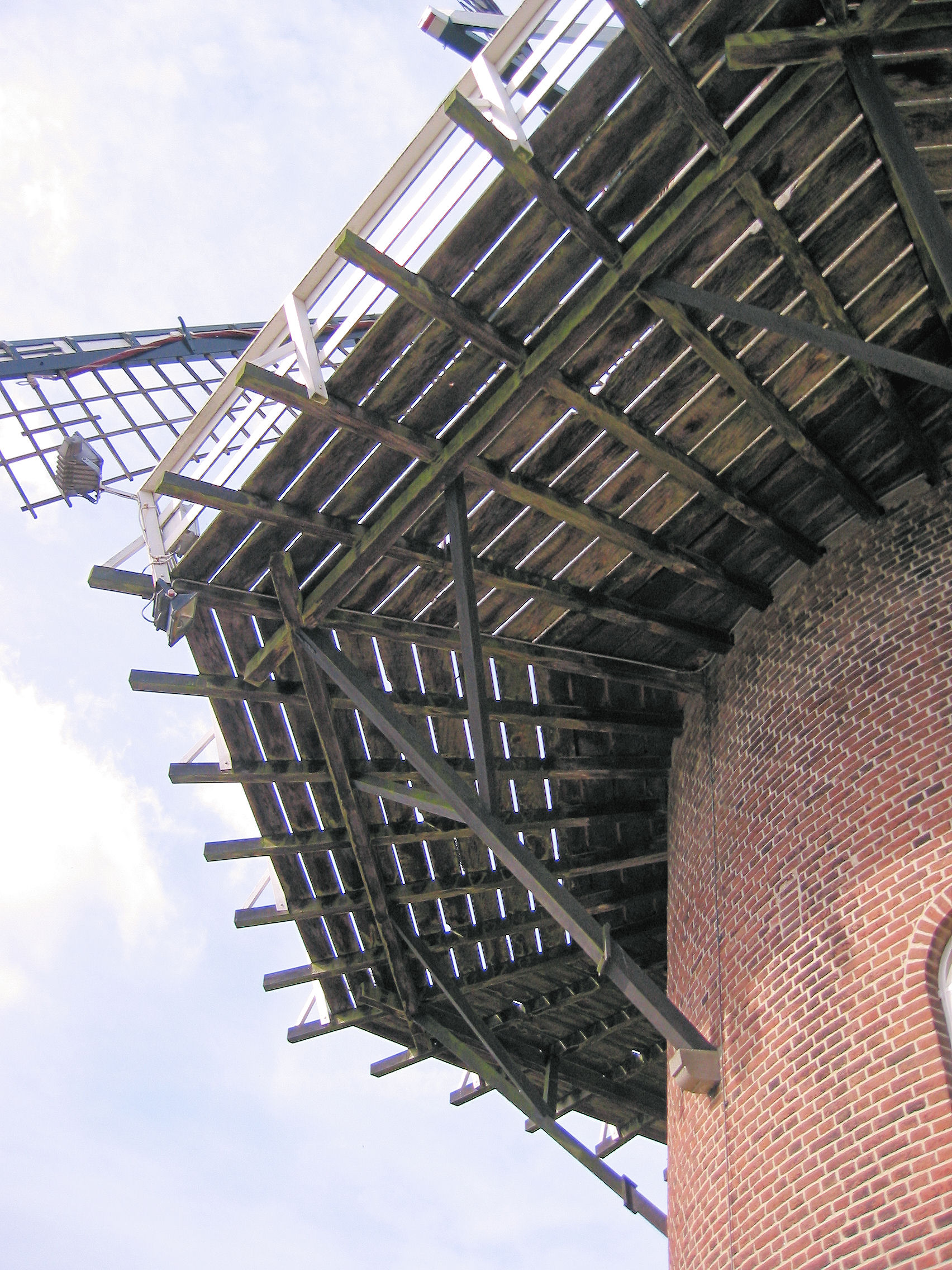
Stelling met hulpschoren (kraaienpoten)
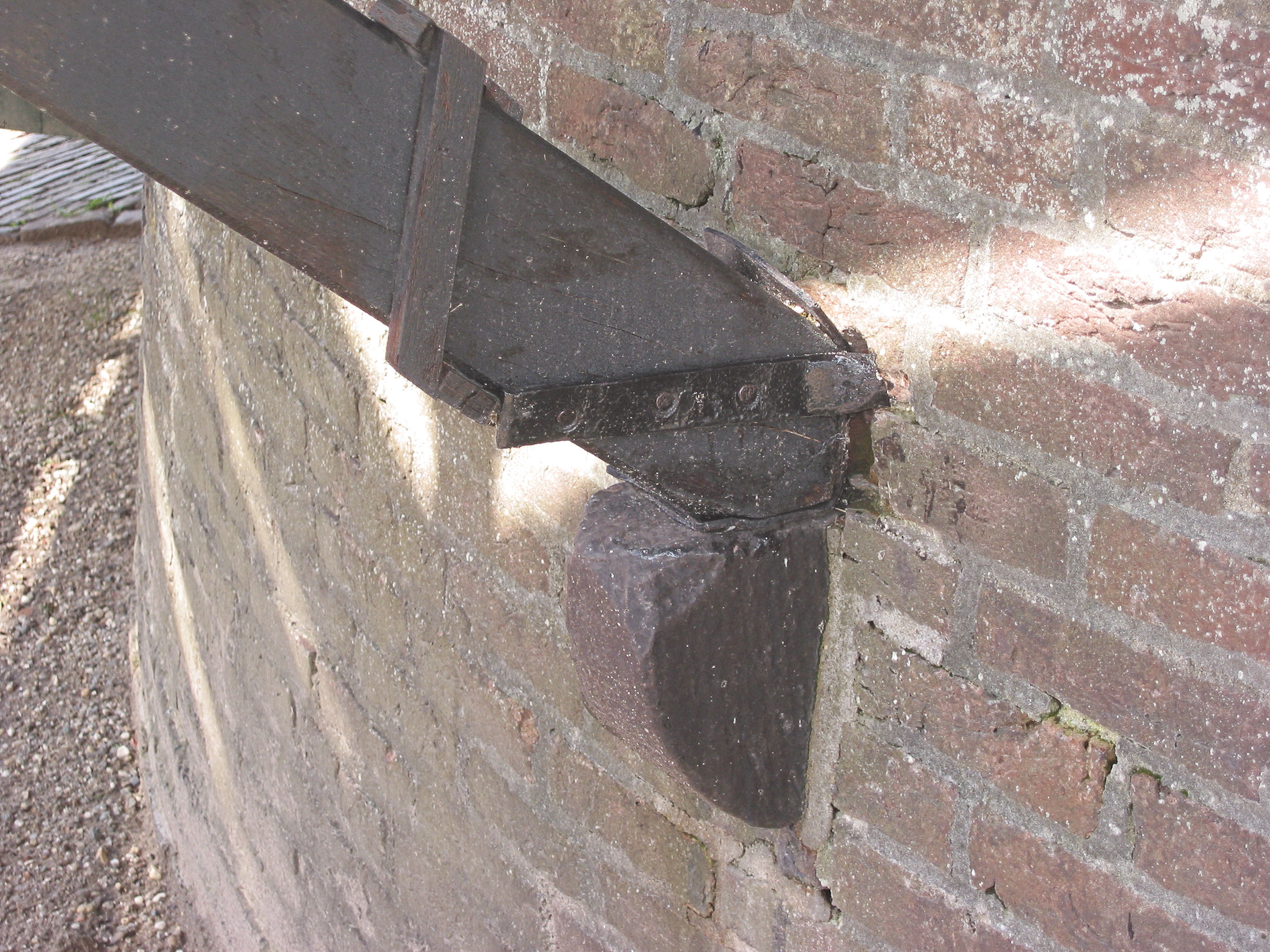
Schoor met leklatjes en muuranker op de vink
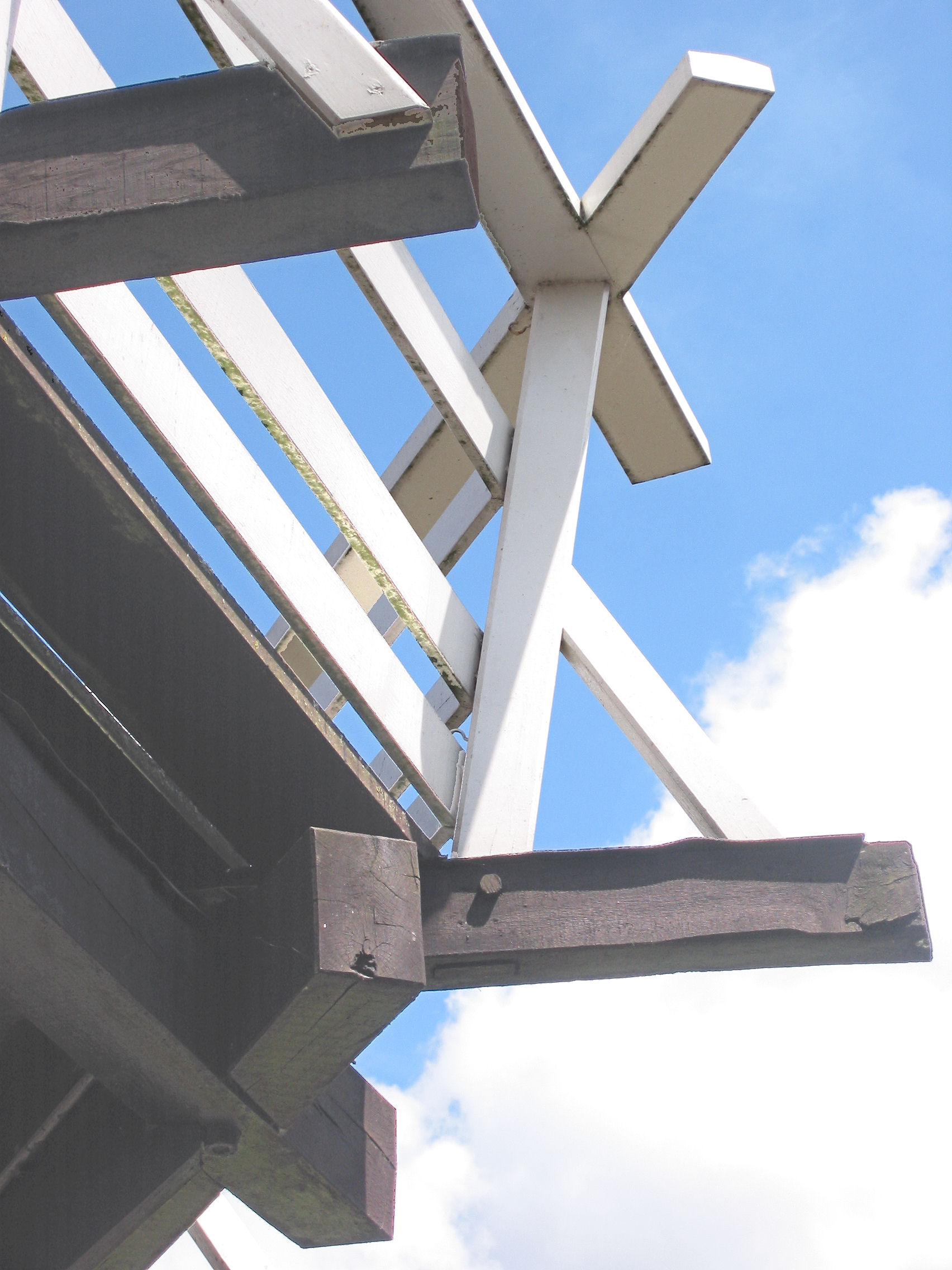
Stelling en hekwerkconstructie met buitensluiting
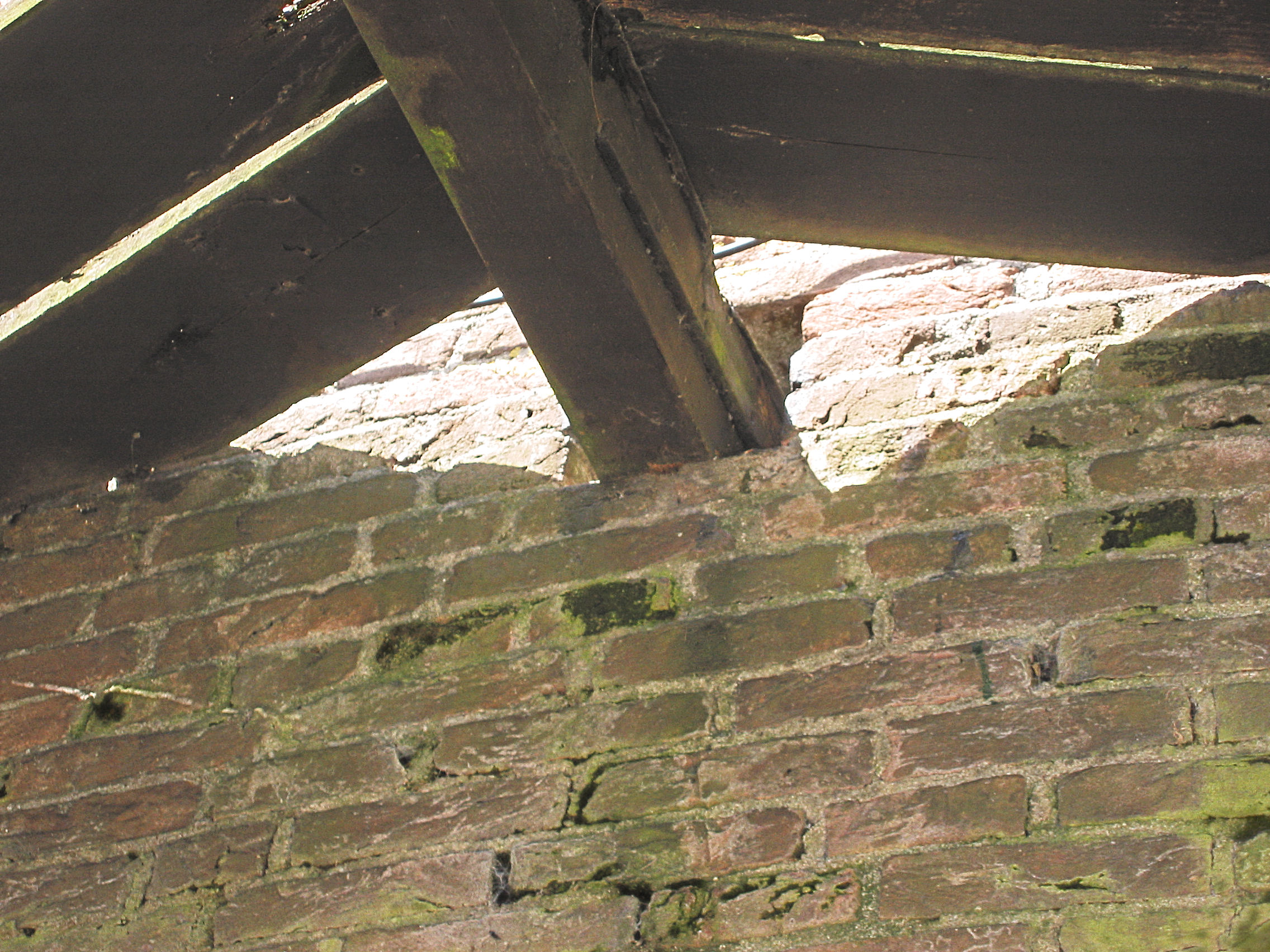
Aansluiting van de ligger bij de molenromp
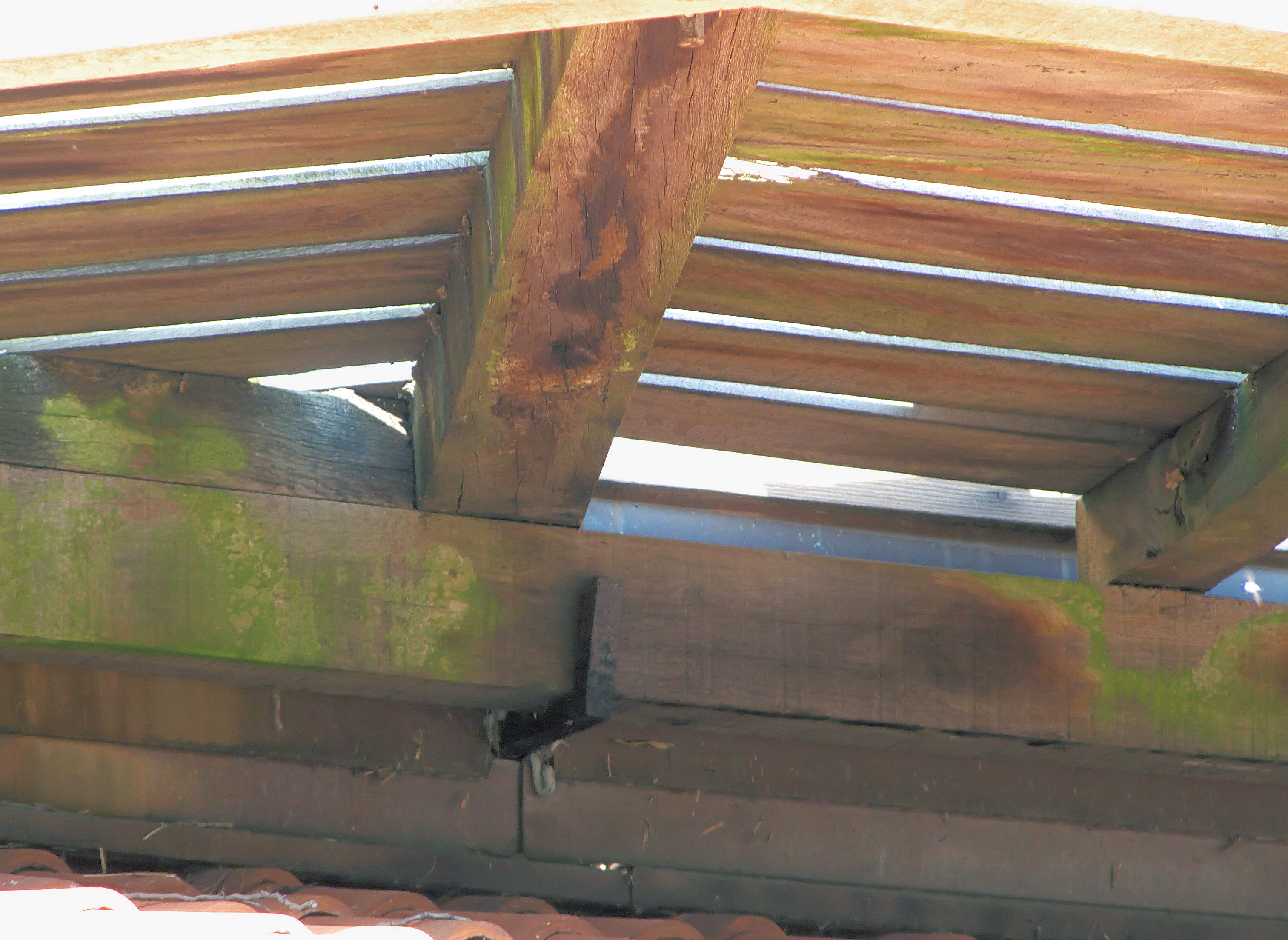
Binnensluiting van d'Admiraal
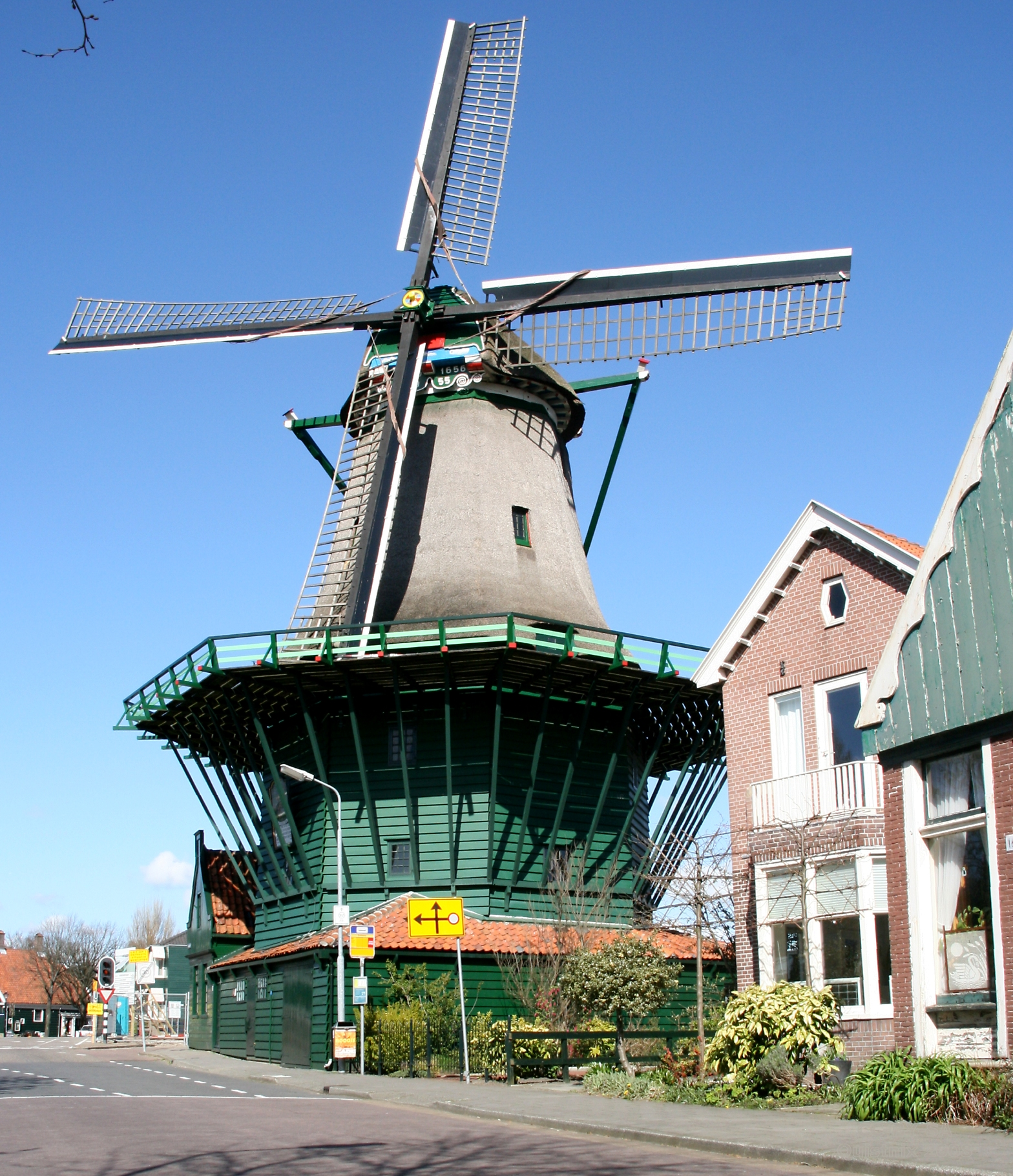
Stelling met ondersluiting van De Bleeke Dood
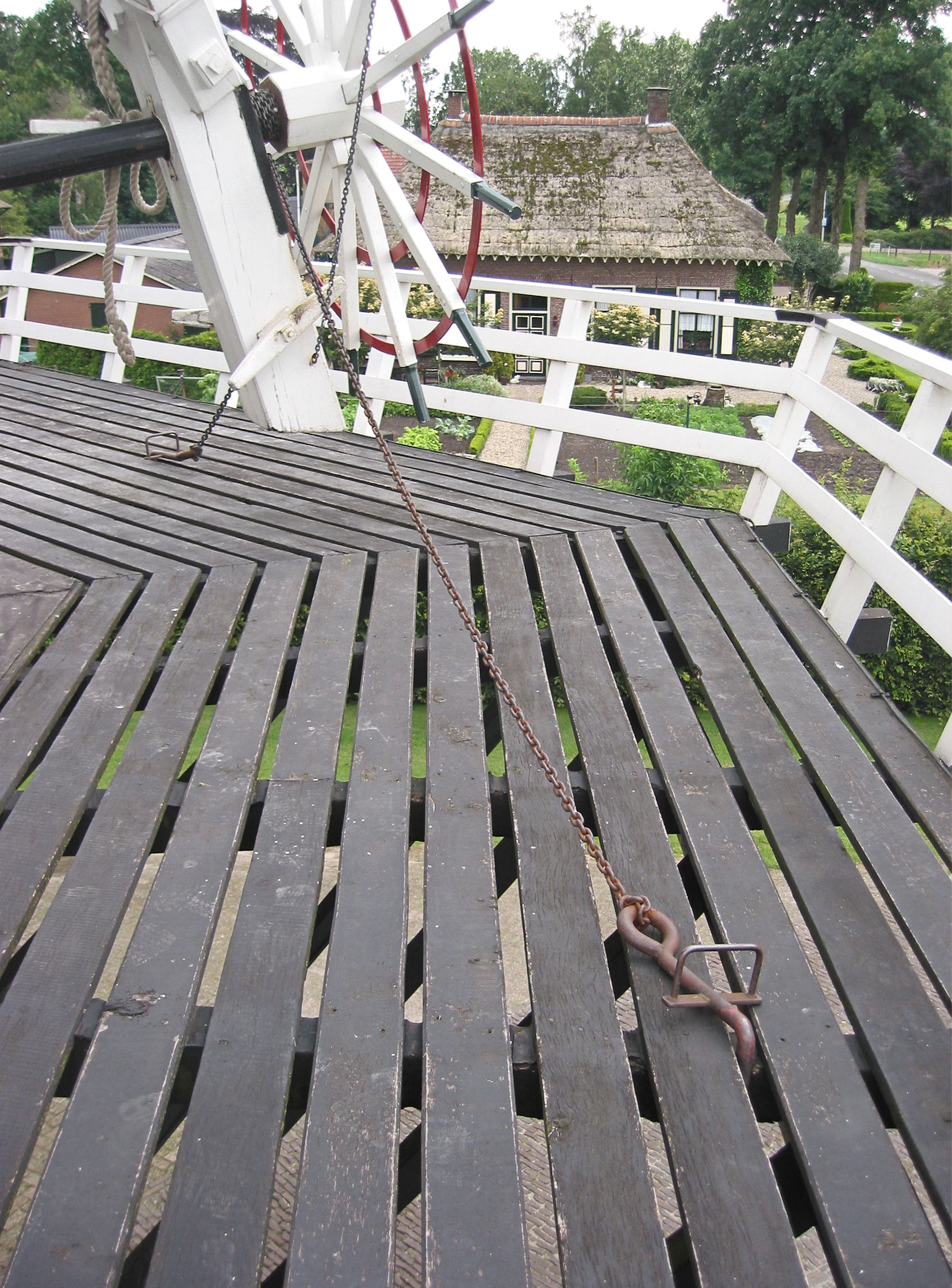
Kruiketting (op de voorgrond) en bezetketting (op de achtergrond) vastgelegd aan een ligger
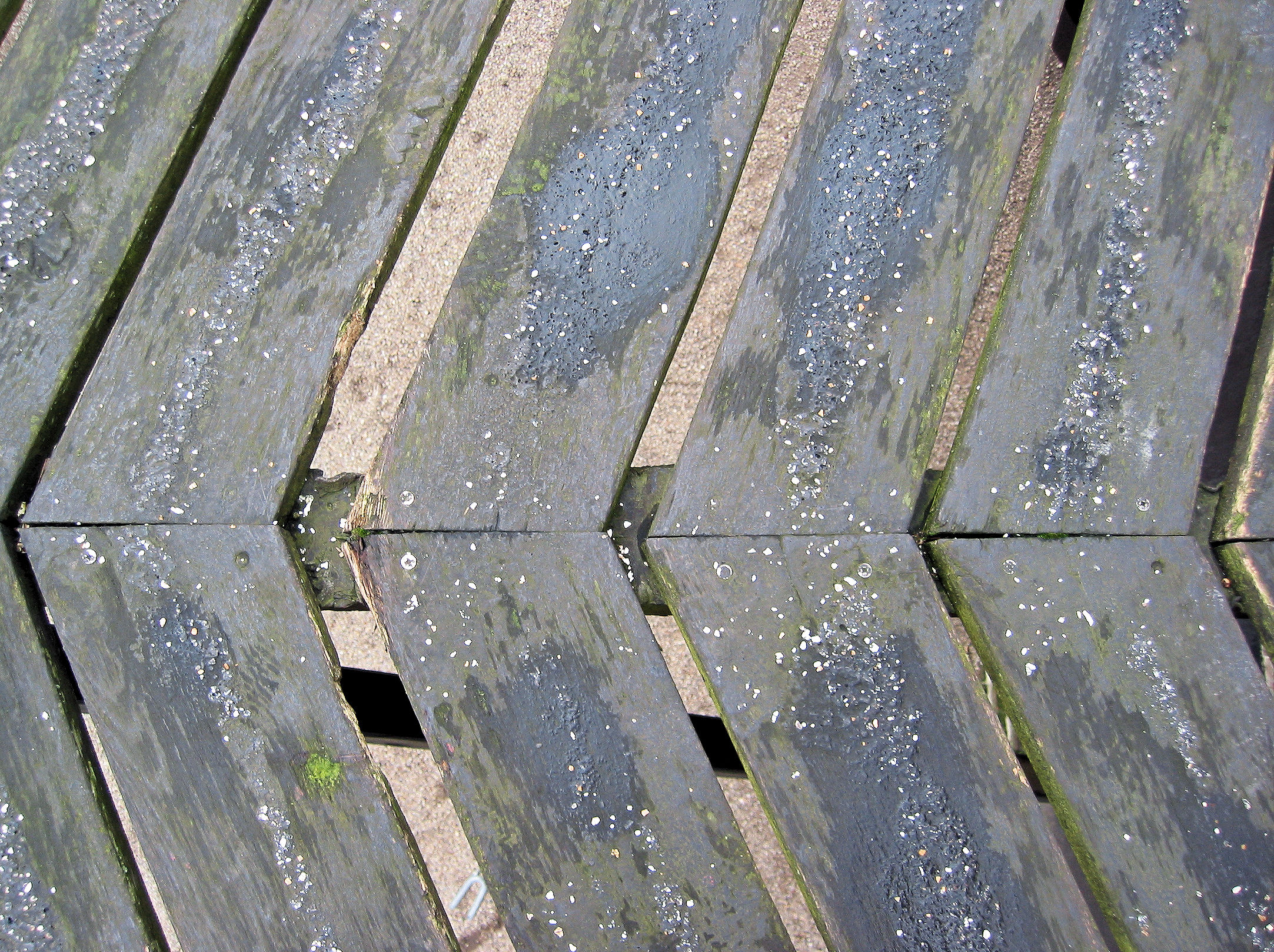
Stellingdelen strak tegen elkaar
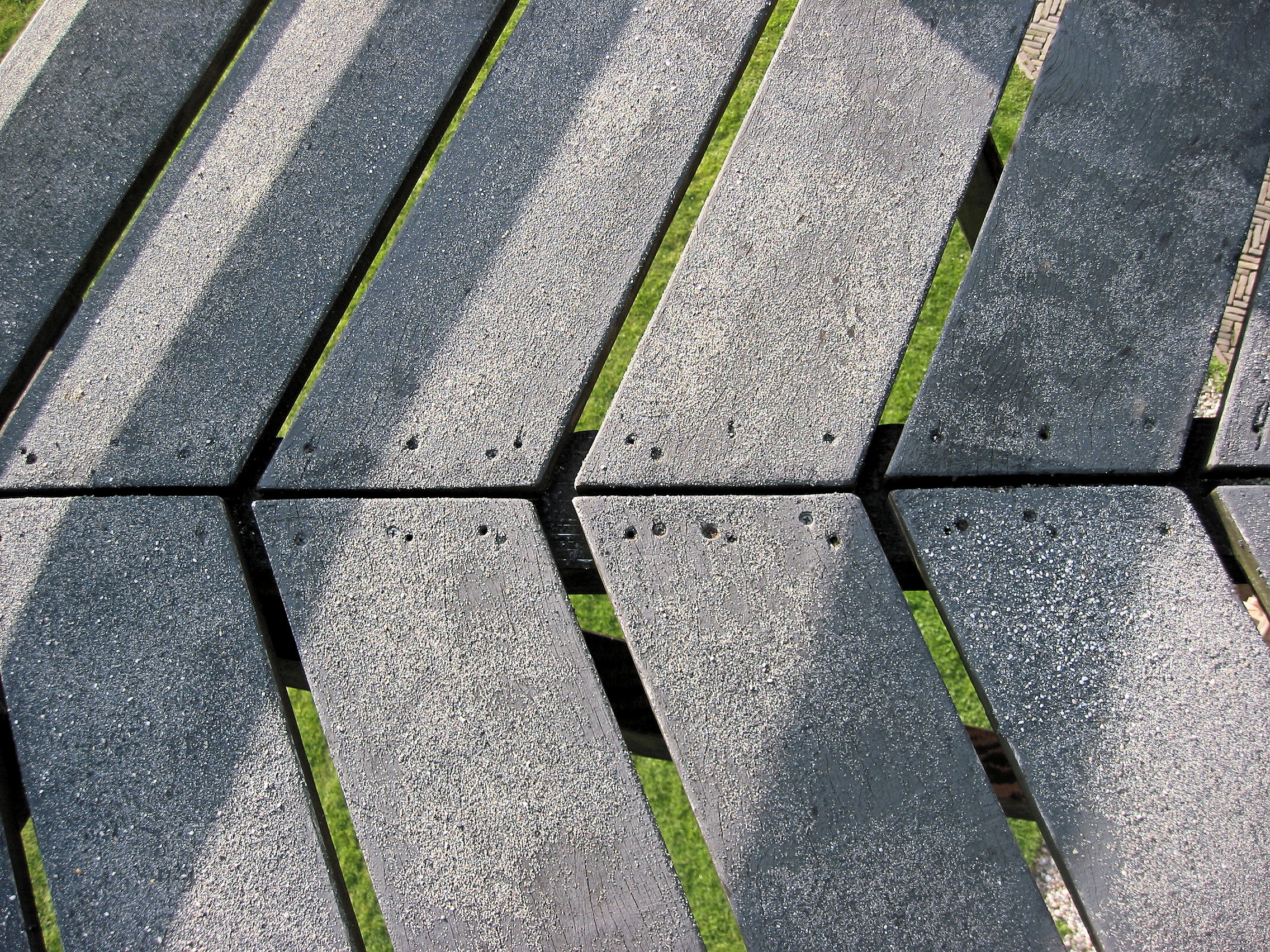
Stellingdelen iets van elkaar
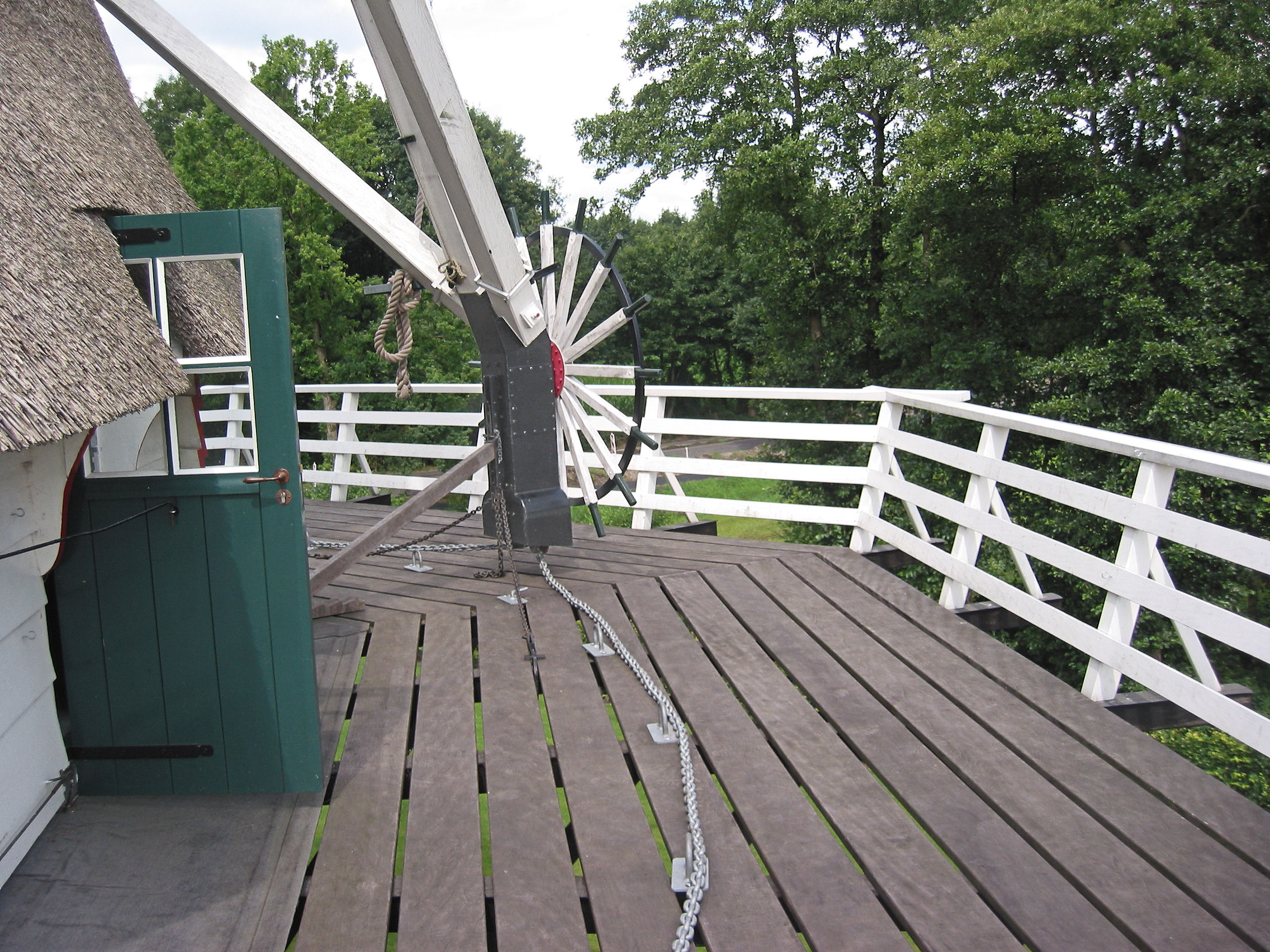
Rondgaande ketting met kruilier
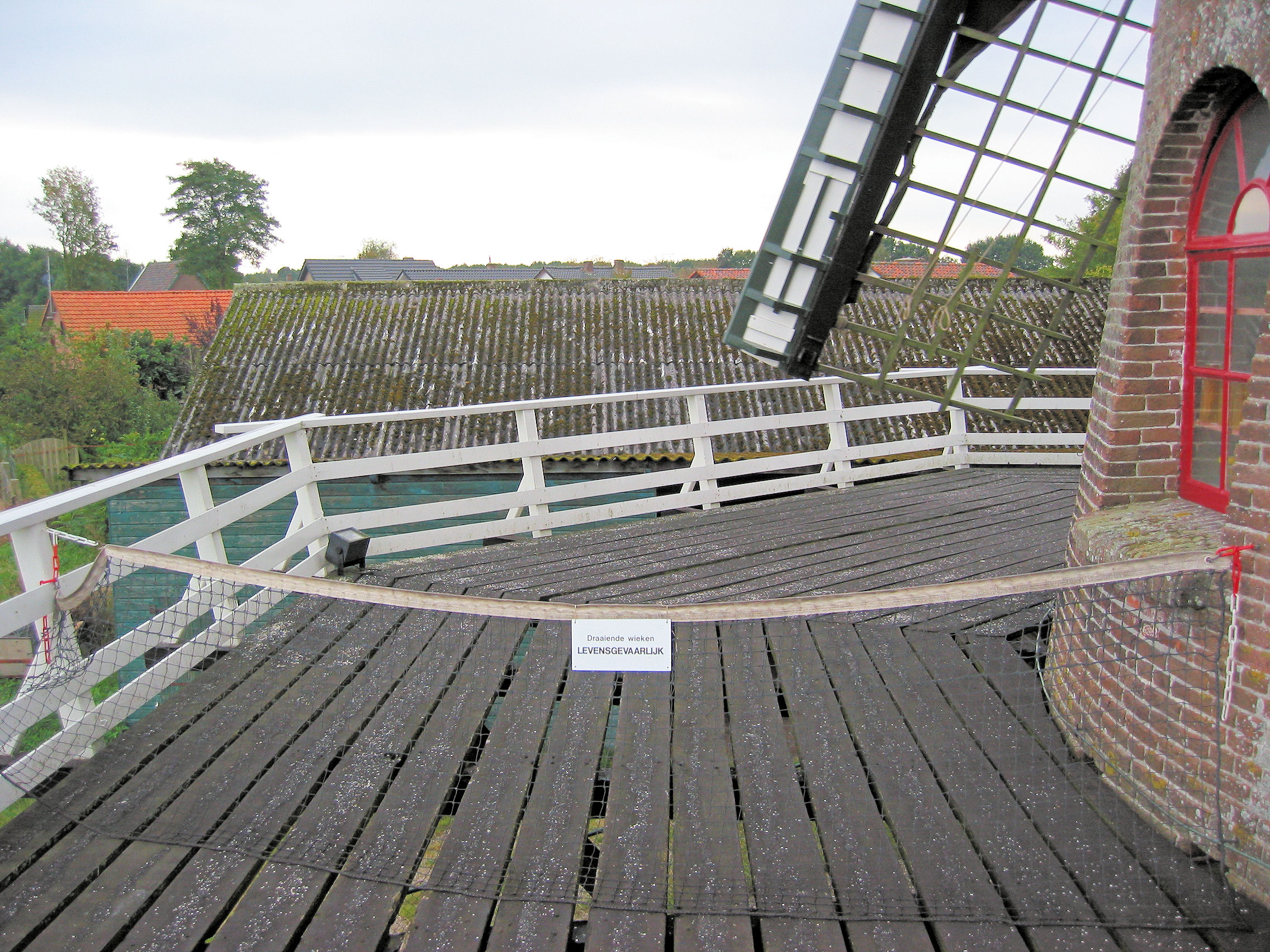
Vanwege het gevaar van de draaiende wieken mag men niet zomaar over de stelling wandelen
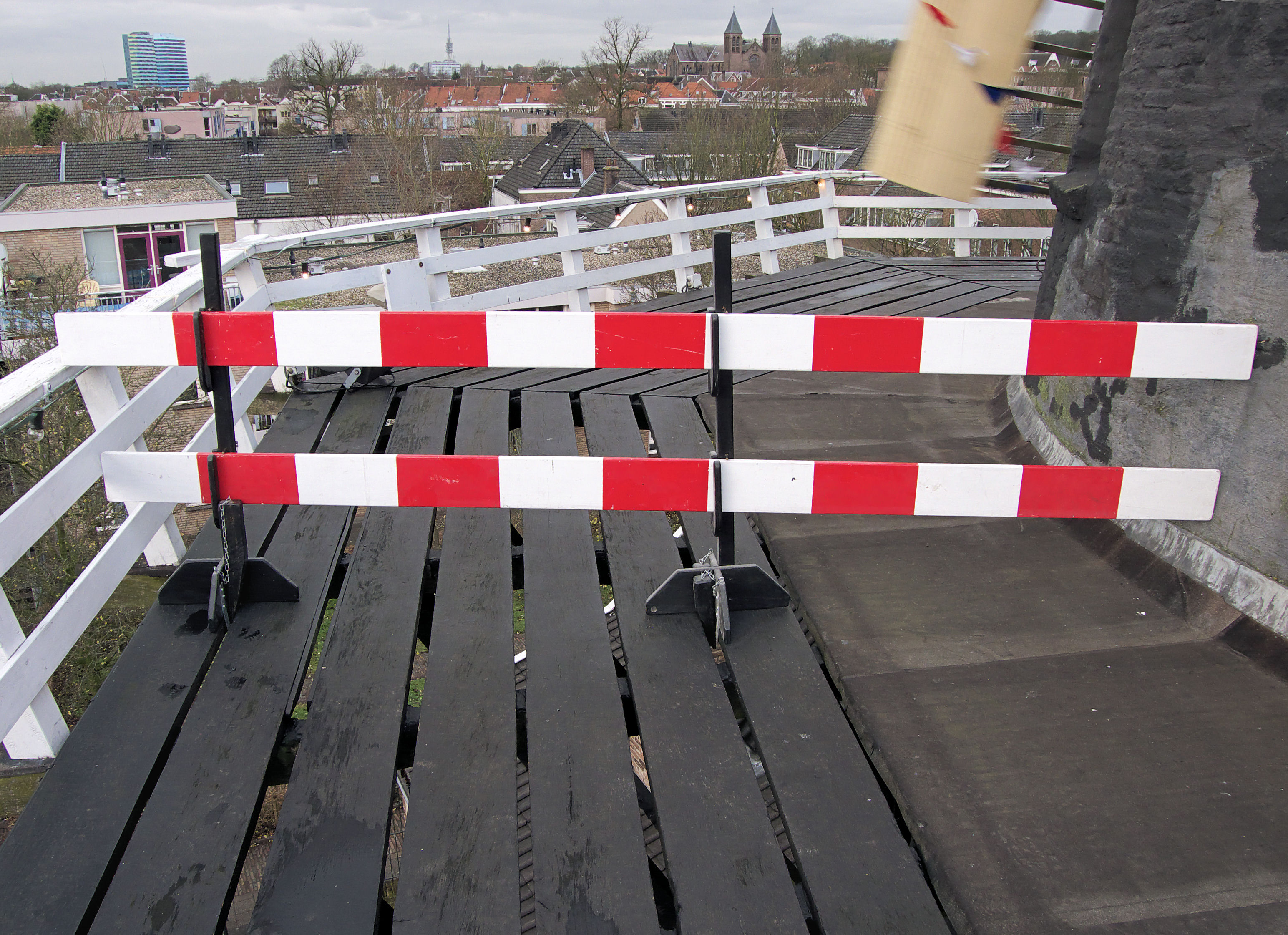
Idem, bij De Kroon
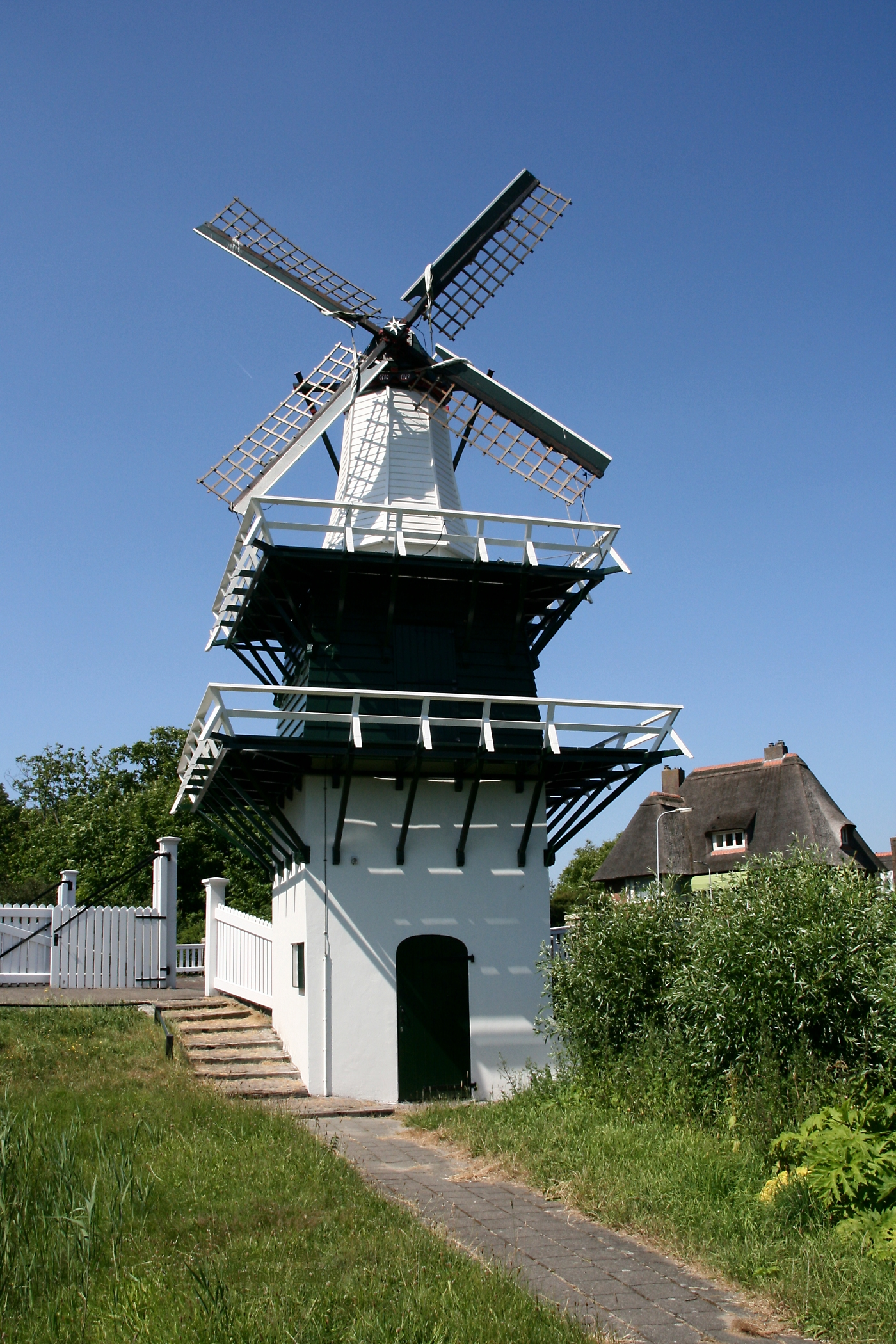
Groenendaalse Molen met twee stellingen
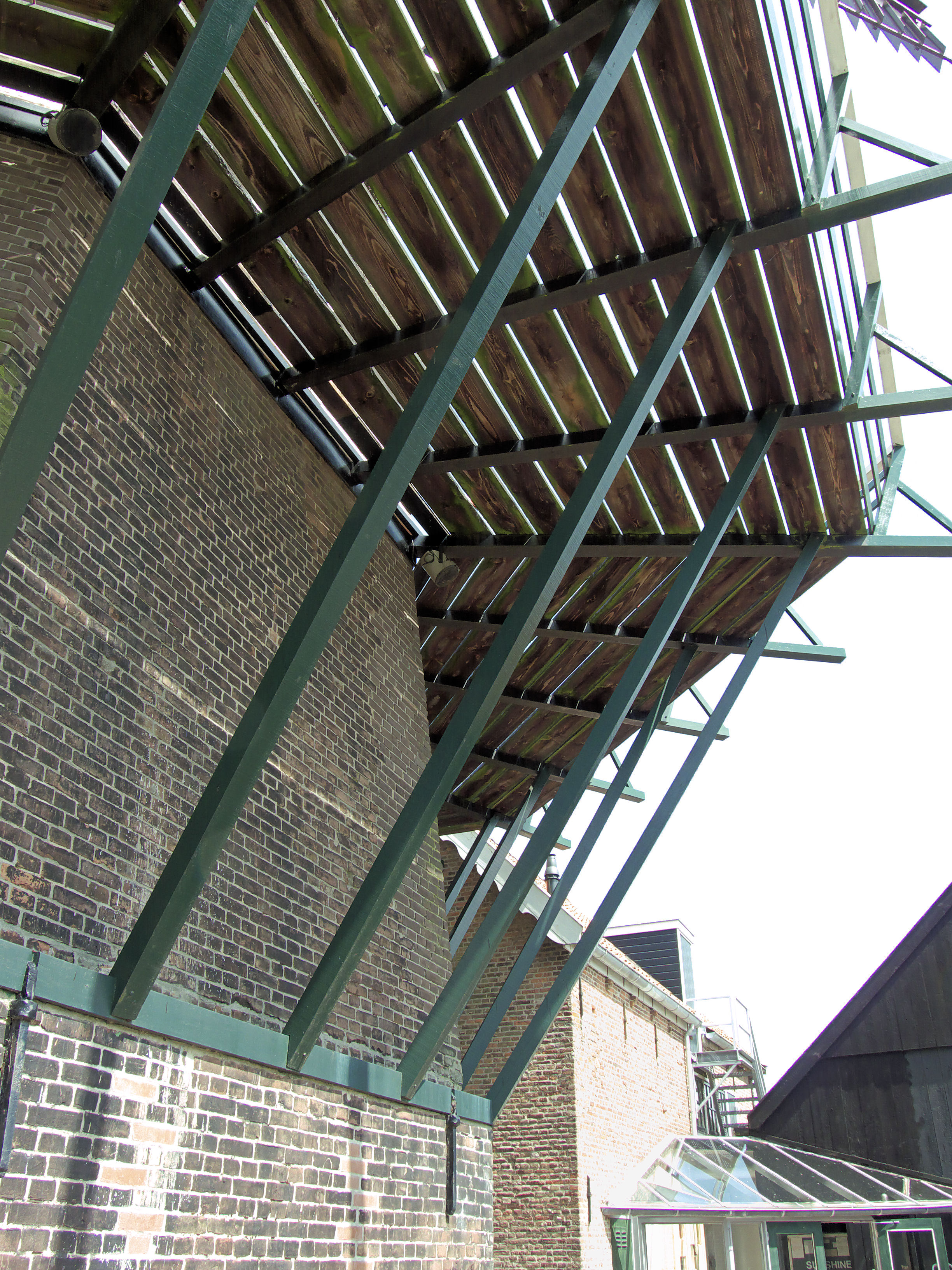
Stelling met ondersluiting op stenen voet